# Nicholas French
Pour les articles homonymes, voir French.
Nicholas French, (Wexford 1604-Gand 23 août 1678), archevêque de Ferns, était un activiste et un pamphlétaire irlandais.

## Biographie
Il fit ses études au collège irlandais de Louvain, et à son retour en Irlande, il fut nommé prêtre à Wexford. En 1641 la guerre éclata en Irlande après la rébellion des Catholiques irlandais en octobre de cette année. French, de concert avec d'autres ecclésiastiques et des nobles, participa à la création de la Confédération irlandaise en mars 1642, de façon à donner au mouvement rebelle plus de cohésion, afin d'obtenir la liberté religieuse, l'égalité des Catholiques devant la loi, et l'indépendance de l'Irlande. Les Confédérés établirent leur capitale à Kilkenny, et devant la disparition de l'autorité royale à cause des guerres civiles, ils constituèrent de fait le gouvernement de l'Irlande entre 1642 et 1649.
En 1646, French fut nommé archevêque de Ferns, et la même année, il aida le nonce apostolique, Rinuccini, à faire rejeter la signature par le Conseil Suprême, Charles I et les royalistes anglais d'un traité de paix, qui ne répondait pas aux demandes initiales des Confédérés.
French et un juriste nommé Nicholas Plunkett (en) prirent alors le contrôle du Conseil Suprême, et essayèrent de promouvoir un meilleur traité de paix avec les Royalistes, en même temps qu'une poursuite plus vigoureuse de la guerre en Irlande. Un nouveau traité fut signé avec les Royalistes en 1648, et French joua un rôle prépondérant pour tenter de l'imposer auprès de la plus grande majorité possible des Confédérés. Pourtant les éléments catholiques les plus radicaux y demeurèrent hostiles. De toute façon, l'alliance Royalistes/Confédérés ne dura qu'à peine plus d'une année, puisque ces derniers furent écrasés par les Parlementaires lors de la conquête de l'Irlande, qui débuta en 1649. Les Parlementaires étaient très hostiles au clergé catholique, puisqu'ils exécutaient tous les prêtres qu'ils appréhendaient. Aussi French jugea plus prudent de quitter l'Irlande en 1651, et il passa le reste de sa vie sur le continent européen.
Il servit comme coadjuteur des archevêques de Saint-Jacques-de-Compostelle et de Paris, puis de l'évêque de Gand, ville où il mourut le 23 août 1678 à l'âge de 74 ans.
À l'instar de beaucoup de Catholiques irlandais, French fut très déçu du sort réservé aux Catholiques par la monarchie anglaise, lorsque celle-ci fut restaurée en 1660. Selon l'Act of Settlement de 1662, seule une "minorité de favorisés" parmi les Irlandais catholiques royalistes récupéra ses terres confisquées par les Parlementaires, et la pratique publique du catholicisme demeura illégale. En 1676, French publia son pamphlet sur le marquis d'Ormonde, qui avait été le leader des Royalistes en Irlande pendant les guerres civiles, qu'il intitula Le perfide déserteur des hommes loyaux et des vrais amis (The Unkinde Desertor of Loyal Men and True Friends), et peu après Iphigénie ensanglantée. Le plus important de ses autres pamphlets est le Récit de la colonisation du comte de Clarendon et la vente de l'Irlande (Louvain 1668). Les œuvres historiques du l'évêque French, qui comprennent les trois pamphlets mentionnés ci-dessus, furent publiées par SH Bindon à Dublin en 1846. Il a laissé aussi un Cours de philosophie en latin et quelques ouvrages de controverse.

## Sources
(en) « Nicholas French », dans Encyclopædia Britannica , 1911 (lire sur Wikisource).